# Michael Schüppach

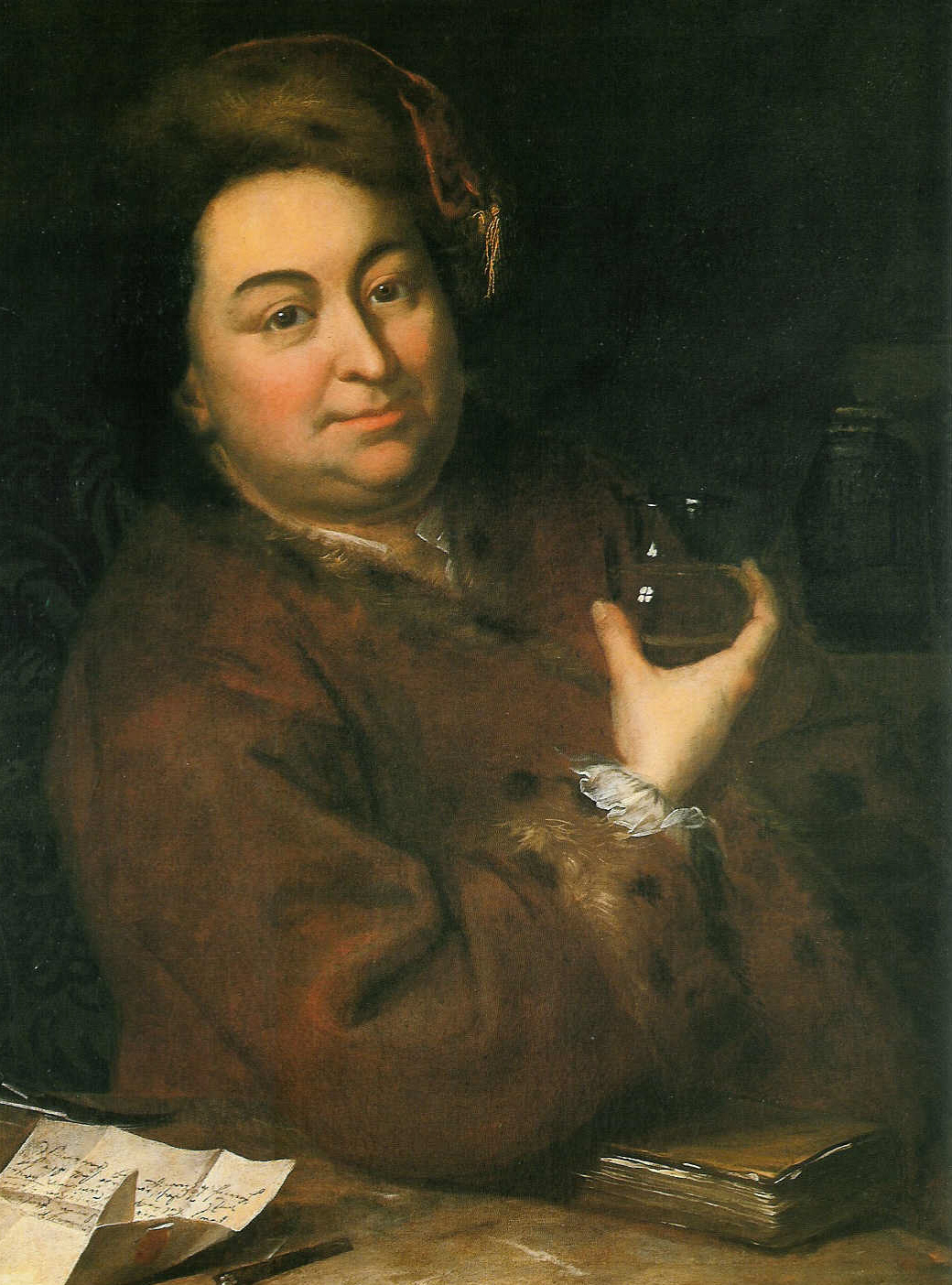
Schüppach mit Phiole (1753)

Michael Schüppach (getauft am 26. Juni 1707 in Biglen; † 2. März 1781 in Langnau im Emmental), genannt Michel oder Micheli Schüppach und auch „Schärer Micheli“, war ein über die Landesgrenzen hinaus als „Wunderdoktor“ bekannter Schweizer Chirurg, Mediziner, Apotheker und Kurarzt.
Seine Tätigkeit stand in der Tradition der „Bader“ oder „Schärer“ genannten Wundärzte, deren Heilkunst im Rahmen einer handwerklichen Lehre weitervermittelt wurde und im 18. Jahrhundert der akademischen Medizin in Diagnose und Heilungserfolgen durchaus noch ebenbürtig war. 1747 wurde er von der Chirurgischen Societät Meiner Gnädigen Herren und Oberen der Stadt Bern (dem Ärzteverband) zum „Kunsterfahrenen Medicinae et Chirurgiae Practico“ ernannt.

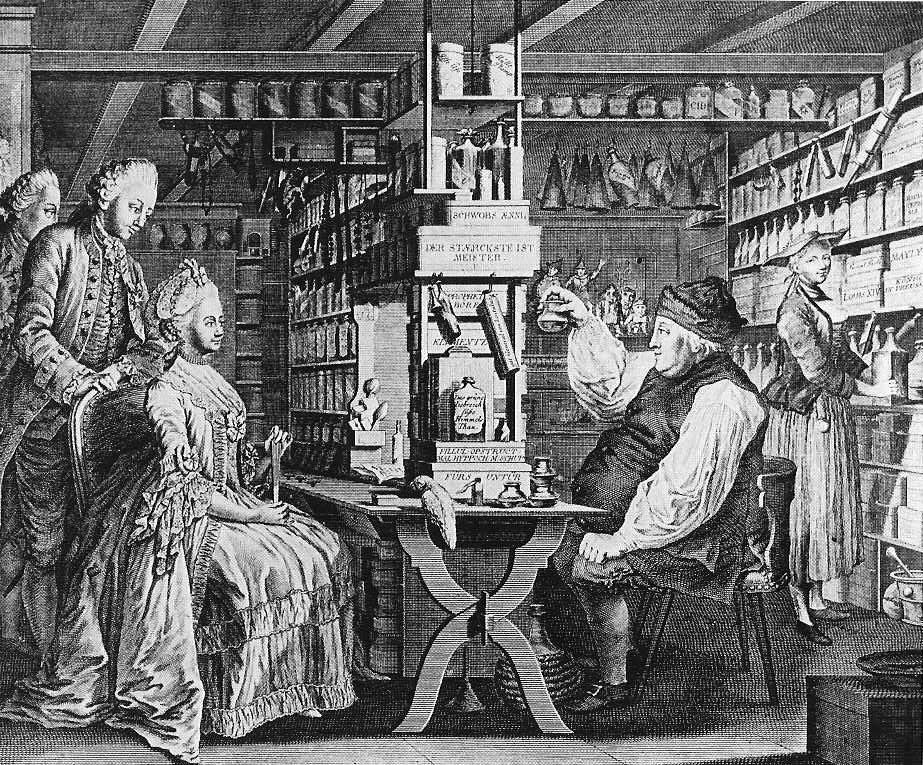
Schüppach empfängt in seiner Apotheke französische Adelige, Radierung 1773

Schüppach wurde auf dem Bauerngut Hinter-Habchegg bei Biglen geboren. Nach seiner Lehrzeit, während der er zwei Jahre beim Wundarzt Daniel Fuhrer in Wachseldorn verbrachte, übernahm er als Zwanzigjähriger eine bestehende Praxis im Gasthof „Bären“ zu Langnau im Emmental und machte dieses Dorf nach und nach zu einem regelrechten Wallfahrtsort der Kranken und Neugierigen, denen er durch die Betrachtung ihres Urins in einer Phiole die Ursache ihrer Leiden diagnostizierte (vgl. Uroskopie) und ihnen aus seiner reichhaltigen Apotheke ein passendes Heilmittel mitgab.
1739 konnte sich Schüppach ein neues Kurhaus an der Bergstrasse bauen und liess sich 1758 schliesslich auf dem Dorfberg nieder, wo er neben der eigentlichen medizinischen Tätigkeit zahlreiche illustre Gäste empfing, u. a. Johann Caspar Lavater am 17. April 1777 und Herzog Karl August von Weimar mit Goethe am 17. Oktober 1779.